# La sonriente Madame Beudet
La sonriente Madame Beudet (en francés: La souriante Madame Beudet) es un mediometraje mudo impresionista francés realizado en 1923, dirigido por la directora pionera en cine de vanguardia Germaine Dulac. Protagonizada por Germaine Dermoz y Alexandre Arquillière, muchos la consideran una de las primeras películas verdaderamente feministas. Cuenta la historia de una mujer inteligente atrapada en un matrimonio sin amor.
Por su importancia histórica, fue incluida en el primer festival de Women's Films de Nueva York en 1971, y aparece entre las obras seleccionadas del libro 1001 películas que hay que ver antes de morir.

## Argumento
Madame Beudet (Germaine Dermoz) está acostumbrada a que monsieur Beudet (Alexandre Arquillière) haga la misma broma pesada de pegarse un tiro en la cabeza, lo que tan menudo que no la sorprende a ella ni a sus amigos. Cuando madame Beudet hace algo malo a los ojos de su marido, este último toma su arma y se la pone en la sien, jugando al suicidio. Ella huye de la realidad tocando el piano, interpretando Jardins sous la pluie de Debussy y soñando despierta. Un día, monsieur Beudet recibe entradas para ir a ver la obra Fausto, pero madame Beudet se niega a acompañarlo. Sola en la casa familiar, con el piano encerrado por su marido, intenta escapar de la realidad con la ayuda de su imaginación, pero los recuerdos de su marido se lo impiden y es entonces cuando su deseo de huir se convierte en un deseo de asesinar.
Tras la discusión con monsieur Beudet, ella secretamente pone balas en el revólver, con la esperanza de que él se mate accidentalmente la próxima vez que haga la misma broma. Sin embargo, después de una noche de insomnio, siente remordimiento e intenta, a la mañana siguiente, en secreto recuperar las balas. Desafortunadamente, monsieur Beudet llega primero al revólver, y pensando que está vacío como de costumbre, le apunta y dispara. La bala no la alcanza, y él, que piensa que ella estaba intentando suicidarse, la abraza y le dice «¿Cómo podría vivir sin ti?».

## Reparto
- Germaine Dermoz como madame Beudet;
- Alexandre Arquillière como monsieur Beudet;
- Jean d'Yd como monsieur Labas;
- Madeleine Guitty como madame Labas;
- Raoul Paoli como el campeón de tenis;
- Armand Thirard como el secretario.

## Interpretación
El interior de las salas, donde transcurre toda la acción, dan la esencia de una celda, con la protagonista mirando siempre hacía el exterior, por las ventanas. El piano representa, a través de su música, las ansias de libertad que busca la protagonista, como forma de escapar de su monótona vida. La falta de entendimiento y las diferencias en la convivencia se reflejan en las manera que tiene cada uno de acomodar el jarrón de la mesa. En lo referido a los efectos especiales y las técnicas de montaje, Dulac busca representar la diferencia entre lo intelectual y lo material, sirviendo como referencia la escena de acercamiento a las manos de madame Beudet mientras toca el piano, a la vez que su esposo está contando dinero.
Tras rechazar ir con su marido a ver la obra Fausto, esté no le permite tocar el piano, cortando, en forma de castigo, la única forma de libertad. El falso «final feliz», tras el disparo fallido y las disculpas del esposo, son una alegoría a la alienación opresiva de la mujer dentro del patriarcado, teniendo que seguir viviendo insatisfecha en ese matrimonio.